# 勞冠英
勞冠英（1908年—1977年3月31日），名方成，字冠英，以字行，廣東省廉欽道合浦縣（今廣西壯族自治區北海市）人。曾任國民革命軍第七十四軍軍長。

## 生平
勞冠英曾就讀於黄埔陆军军官学校第五期步科、1928年入中央军校军官团受训，陆军大学将官班甲级第二期以及台湾革命实践研究院。
勞冠英参加過北伐战争、龍潭戰鬥、中原大戰、一二八事件，历任国民革命军第二十一师排长、中央军校教导队中尉班长、1930年教导第一师连长、1932年升工兵营营长。閩變發生後參與鎮壓。1935年独立第20旅奉命扩编为陆军第六十一师（师长杨步飞），被俞济时疏通关系派去第三六三团任上校团长。1936年3月国民政府铨叙为陆军步兵中校。
中國抗日战争爆发后，參與淞滬會戰，曾進攻寶山羅店的日軍，1937年11月15日，任第六十一师步兵第一八三旅第三六六团团长。國民革命軍準備撤出上海時，負責防守蘇州河北岸公路線。1938年任第五十八师第一七四旅旅长。期間參加過萬家嶺戰役。1939年12月11日晋任陆军步兵上校。1940年调出第七十四军第58师，任浙江省人民抗敌自卫军第四纵队司令、隶属于钱塘江北岸指挥官杨步飞，其后部队改编，任第三战区暂编第三十五师师长兼任钱塘江北岸守备指挥官。参与诸暨、浙东、金兰、衢州之役。三十一年（1942）浙赣会战后，部队西调，改隶第六战区第九十四军（军长牟廷芳）。参加鄂西各役。三十四年春（1945），部队撤编，入陸軍大學将官班甲级第二期受训，1945年6月毕业任國民政府軍事委員會高参。抗战胜利后，获颁胜利、忠勤勋章各一座。
经过中央警官學校的培训之后，1946年5月任中国长春铁路警察局局长。一面担负护路任务，一面负责军运。兼任国民政府交警二总局副局长。期間參與遼沈戰役。在俞济时的全力保举下，1949年1月任第七十四军军长，驻浙江金兰地区，隶属第九编练司令部（司令官张雪中，驻衢州）。不久，原来的三师制甲种军奉命缩编为两师制乙种军。勉强招到了一半的兵，可是装备还是没有。渡江战役后，第七十四军向福建撤退，途次浙江丽水，遭解放军追击，所部第五十七师损失殆尽，最后仅以残部入闽。划入了李延年的第6兵团，当时第6兵团奉命死守福州，李延年把第74军布置在宁德、连江一带，担任福州北侧的防守。劳冠英带着第74军不足五千人撤往了马祖列岛。1949年9月12日国防部裁撤74军，所属部队并编为一个51师，编入73军序列，调至平潭岛。
1949年9月15日从平潭岛撤到厦门外海，辗转到台湾。东南军政长官陈诚手令「该员作战不力，著即扣押……」。军事法庭控告劳冠英五条罪状：一枪不开丢弃武器、吃空饷、克扣军粮、贪污军饷、作战不力。最后，在台湾省主席陈诚的主导下，劳冠英无罪释放，强制退出现役。在台灣木栅開雜貨店維生。1977年在台北去世。